# Agiez
Agiez – miejscowość i gmina (commune) w zachodniej Szwajcarii, w kantonie Vaud, w okręgu (district) Jura-Nord vaudois. Leży nad rzeką Orbe. 

## Demografia
W Agiez mieszkają 373 osoby. W 2021 roku 17,4% populacji gminy stanowiły osoby urodzone poza Szwajcarią.

## Transport
Przez teren gminy przebiega droga główna nr 130.